# Orlow (Adelsgeschlecht)

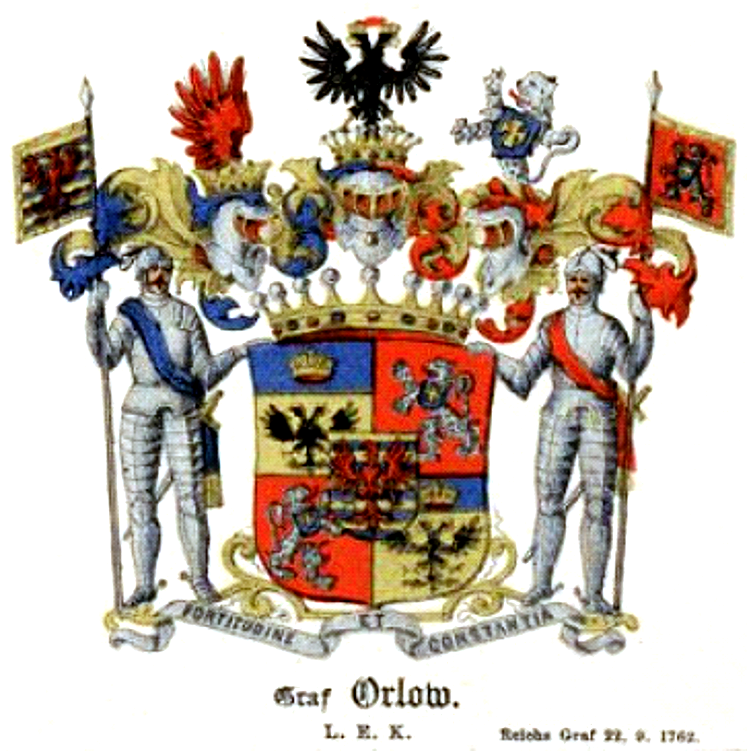
Wappen der Grafen Orlow

Orlow ist der Name eines russischen Adelsgeschlechts, das unter Katharina der Großen zu Ansehen und Reichtum gelangte.

## Geschichte

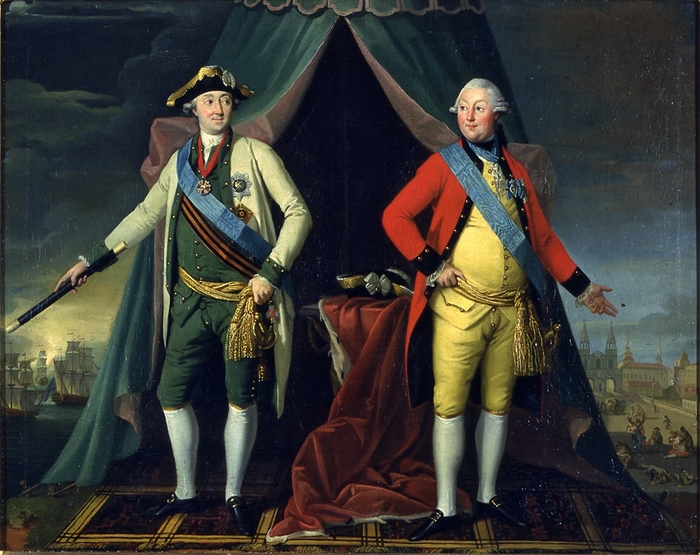
Gregor und Alexej Orlow

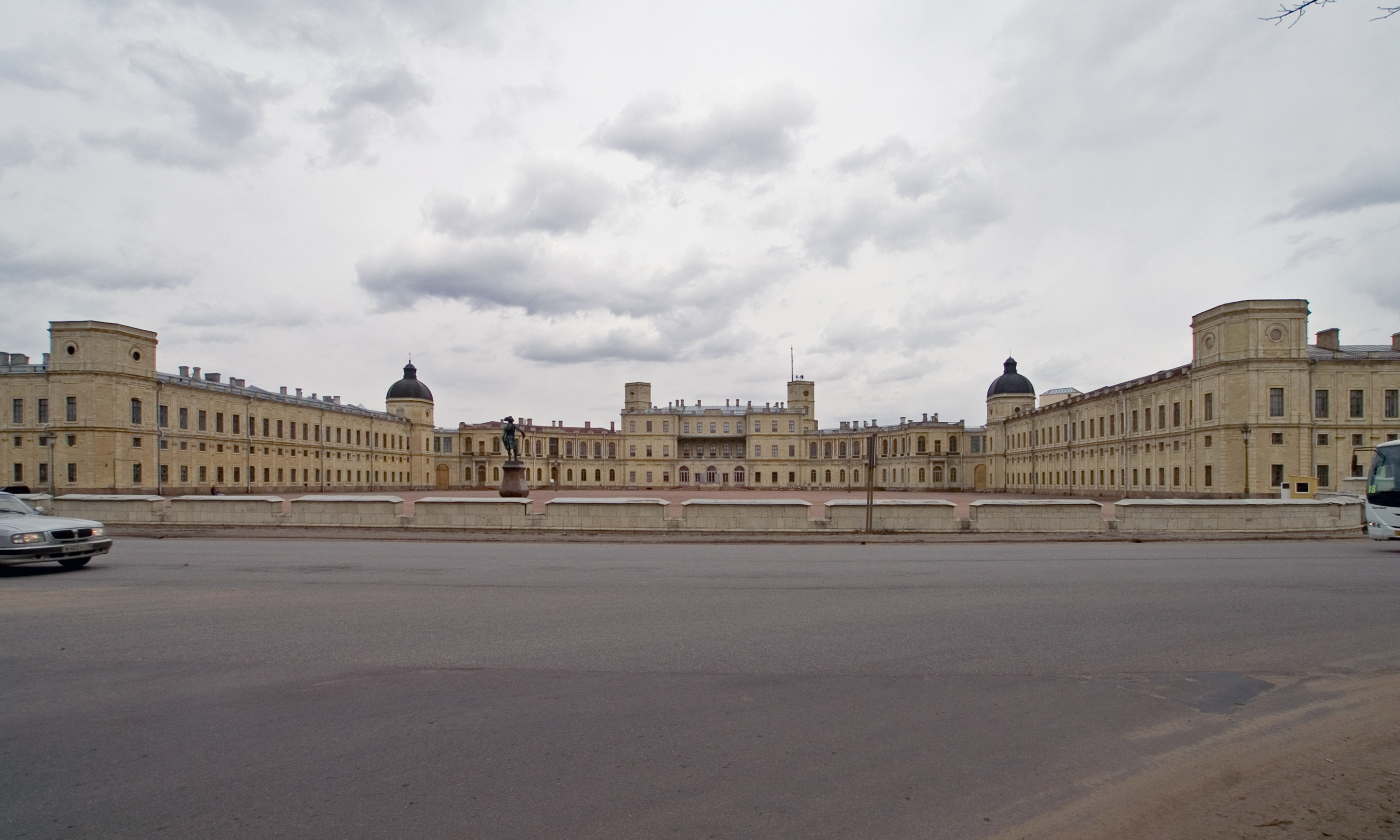
Schloss Gattschina, Gatschina, erbaut von Gregor Fürst Orlow

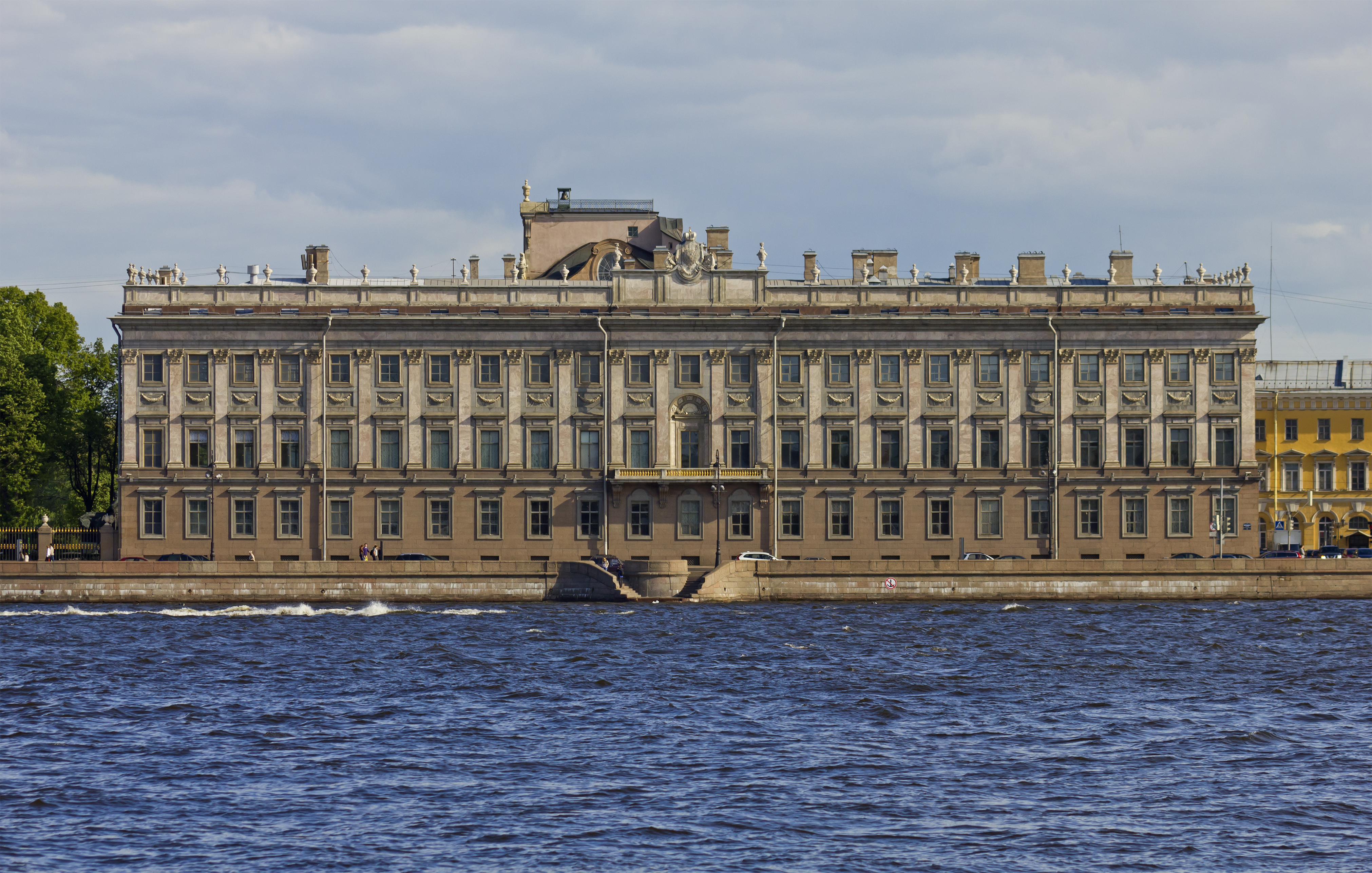
Marmorpalast in St. Petersburg

Der Stammvater Iwan Orlow war Ende des 17. Jahrhunderts Strelize, also Angehöriger der Palastgarde des Zaren. Auf Befehl Peters I. sollte er hingerichtet werden. Dabei bewies Iwan Orlow solche Kaltblütigkeit, dass der davon beeindruckte Zar ihn begnadigte und später zum Offizier ernannte.
Seine Enkel, die fünf Brüder Iwan, Gregor, Alexej, Feodor und Wladimir, erhielten am 22. September 1762 von Katharina der Großen zum Dank für die Mitwirkung am Sturz ihres Gatten den russischen Grafenstand. In die livländische Ritterschaft wurden die Gebrüder Orlow 1765 aufgenommen und am 1. März 1766 bei der Estländischen Ritterschaft immatrikuliert.
Der Bruder Gregor Graf Orlow (1734–1783) erhielt schon am 21. Juli des folgenden Jahres in Wien den Fürstenstand des Römisch-Deutschen Reiches. Fürst Gregor war zusammen mit seinem Bruder Alexej maßgeblich am Sturz des Zaren Peter III. beteiligt gewesen und einer der Geliebten der Kaiserin. 1765 schenkte Katharina die Große ihrem Favoriten die bei Sankt Petersburg gelegene Stadt Gattschina. Gregor Orlow ließ hier ein Schloss mit 600 Zimmern errichten, das, erstmals in Russland, von einem Englischen Garten umgeben war.
Im Lauf der Zeit favorisierte die Kaiserin Grigori Alexandrowitsch Potjomkin. In Antwerpen hatte Gregor Orlow einen aus Indien stammenden Großdiamanten gekauft und schenkte ihn Katharina der Großen 1776. Die Gunst der Kaiserin gewann er damit aber nicht zurück, worauf er seinem Nebenbuhler, dem Fürsten Potjomkin, das linke Auge ausschlug. Zarin Katharina ließ den Orlow-Diamanten, wie er fortan genannt wurde, in die Spitze des goldenen Zepters der russischen Zaren einarbeiten. Als Fürst Gregor Orlow 1783 gestorben war, erwarb die Kaiserin das Schloss von dessen Erben und gab es an ihren Sohn, den späteren Kaiser Paul I., weiter.
Der Bruder Alexej Graf Orlow (1737–1808) hatte 1762 eigenhändig den entthronten Zaren Peter III. erdrosselt. Am 10. Juli 1775 bekam er wegen seines glänzenden Sieges in der Seeschlacht von Çeşme von der Kaiserin eine Namensmehrung als Orlow-Tschesmensky. Graf Orlow-Tschesmensky soll bis 1775 so an Leibesfülle zugenommen haben, dass er zu dick zum Reiten geworden war. Also beschloss er, das perfekte Wagenpferd zu züchten. Ergebnis dieser Bemühung war der Orlow-Traber, von denen es heute rund 25.000 geben soll.

### 1796 legitimierte Linie
Einer der 1762 gegraften Brüder Orlow, Feodor Graf Orlow (1741–1796), war kaiserlich russischer Senator, Generaladjutant und Generalstaatsanwalt. Er hinterließ uneheliche Kinder, die am 27. April 1796 von der russischen Kaiserin als adelig legitimiert wurden. Darunter war der Sohn Alexej (1786–1861). Er erhielt als russischer Generalmajor und Generaladjutant des Kaisers am 25. Dezember 1825 den russischen Grafenstand. Bei der kurländischen Ritterschaft wurde er als General der Kavallerie und Mitglied des Reichsrats am 3. Mai 1840 immatrikuliert. Als Präsident des Reichsrats stieg er am 14. August 1856 in den russischen Fürstenstand auf, das Diplom dazu datiert vom 15. Oktober 1857. Sein Sohn, der Generalleutnant, Generaladjutant des Kaisers und Botschafter in Paris, Nikolaj Fürst Orlow, erhielt eine kaiserlich russische Anerkennung des Fürstentitels am 6. September 1872.

## Wappen

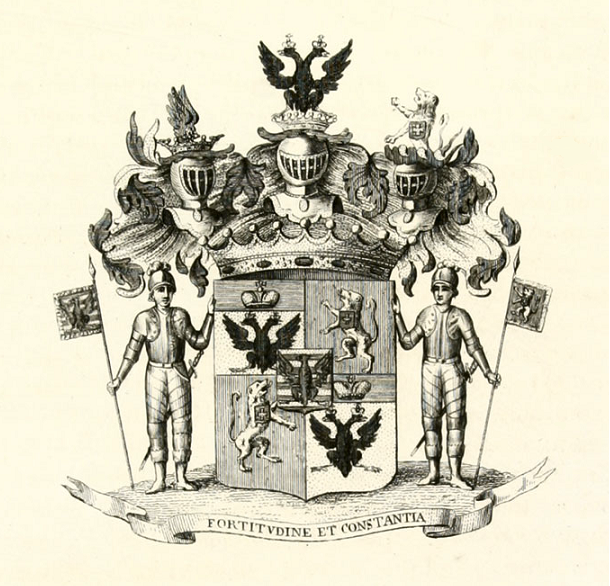
Gräfliches Wappen 1762

### Gräfliches Wappen 1762
Das Wappen im Grafendiplom von 1762 ist geviert und belegt mit einem neunmal von Gold und Blau geteilten Herzschild, darin ein roter Adler. Der Herzschild ist ein redendes Wappen, da slawisch „orel, orlow“ Adler bedeutet. Gleichzeitig weist der Schild Ähnlichkeiten zum Stammwappen der anhaltischen Askanier auf, des Stammwappens Zarin Katharinas der Großen. Feld 1 und 4 zeigt unter blauem Schildeshaupt, darin eine rot gefütterte Kaiserkrone, in Gold einen golden gekrönten schwarzen Doppeladler (kaiserliches Gnadenzeichen), Feld 2 und 3 zeigt einwärts schreitend einen aufgerichteten silbernen Löwen, die Schulter belegt mit einem blauen Schildchen, darin ein abgeledigtes goldenes Tatzenkreuz; auf dem Schild ruht eine Grafenkrone und darauf drei Helme; auf dem rechten mit blau-goldenen Decken ein geschlossener roter Flug, auf dem mittleren mit rechts blau-goldenen, links rot-goldenen Decken ein golden gekrönter schwarzer Doppeladler, auf dem linken mit rot-goldenen Decken der Löwe mit dem Schildchen wachsend; Schildhalter sind zwei schnurrbärtige Geharnischte, je eine golden gerandete Fahne an silbern bespitzter Lanze haltend, der rechte mit blauer Schärpe, die Fahne wie der Herzschild bezeichnet, der linke mit roter Schärpe, die Fahne wie Feld 2 bezeichnet; Wahlspruch: Fortitudine et constantia auf einem Spruchband unter dem Schild.

### Fürstliches Wappen 1763

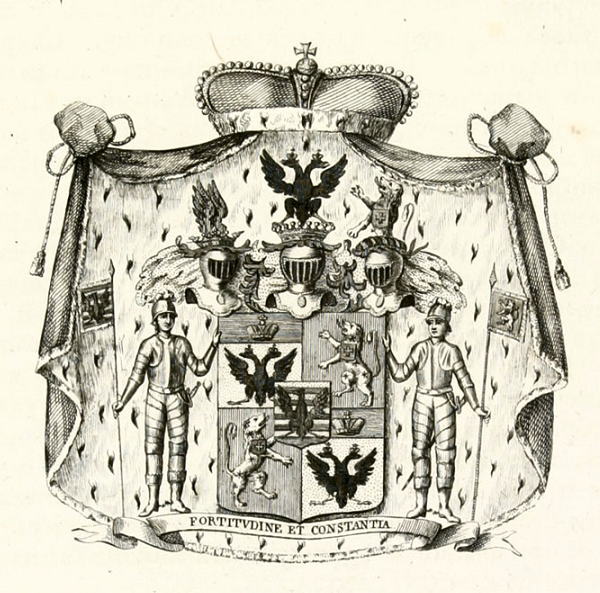
Fürstliches Wappen 1763

Das Wappen im Fürstendiplom von 1763 ist fast ebenso aufgebaut, nur fehlt dort die Grafenkrone und stattdessen steht das Ganze vor einem hermelingefütterten, purpurnen Wappenmantel, der aus einer Fürstenkrone herabwallt.

### Fürstliches Wappen 1856
Fürstliches Wappen der 1796 legitimierten Linie: Geviert und belegt mit fürstlich gekröntem Herzschild, darin oben in Gold ein golden gekrönter schwarzer Doppeladler mit silbernem Brustschild, darin das kaiserliche Monogramm, unten in von Gold und Blau neunmal geteiltem Felde ein roter Adler; Feld 1 und 4 unter blauem Schildeshaupt, darin eine rot gefütterte Kaiserkrone, in Gold ein golden gekrönter schwarzer Doppeladler, Feld 2 und 3 in Rot einwärts gekehrt mit einer grünen Hydra ringend ein golden gekrönter silberner Löwe, die Schulter belegt mit einem blauen Schildchen, darin ein abgeledigtes goldenes Tatzenkreuz; auf dem Schild ruhen fünf Helme mit schwarz-goldenen Decken: der erste trägt als Helmzier den Löwen mit dem Schildchen einwärts wachsend, der zweite einen geschlossenen roten Flug, der mittlere auf einer Fürstenkrone ruhend der dreifach golden gekrönte kaiserliche russische Reichsadler mit Zepter, Reichsapfel und golden gerandetem roten Brustschild, darin der geharnischte heilige Georg auf weißem Roß, mit einer goldenen Lanze einen Drachen tötend, der vierte Helm trägt einen dreifach golden gekrönten schwarzen Doppeladler, der fünfte ein schrägrechts aufgerichtetes golden begrifftes blankes Schwert, geschränkt mit einem grünen Lorbeerzweig, überhöht von einer goldenen Krone. Schildhalter sind zwei schnurrbärtige Soldaten in Regimentsuniformen, je eine golden gerandete Fahne an goldener Lanze haltend, die rechte wie die untere Hälfte des Herzschildes, die linke wie Feld 2 bezeichnet. Wahlspruch wie oben.

## Bekannte Namensträger
- Grigori Iwanowitsch Orlow (1685–1746), Gouverneur von Nowgorod Weliki, er war der Sohn von Iwan Iwanowitsch Orlow († 1693)
  - Iwan Grigorjewitsch Orlow (1733–1791), Sohn des Grigori Iwanowitsch Orlow
  - Grigori Grigorjewitsch Orlow (1734–1783), Geliebter Katharinas II. und Offizier der russischen Armee. Sohn des Grigori Iwanowitsch Orlow, Vater des
    - Alexei Grigorjewitsch Bobrinski (1762–1813), russischer Generalmajor, Stammvater des Adelsgeschlechts Bobrinski.

  - Alexei Grigorjewitsch Orlow (1737–1808), Zarenmörder, Admiral der russischen Flotte. Sohn des Grigori Iwanowitsch Orlow
  - Fjodor Grigorjewitsch Orlow (1741–1796), kaiserlich russischer Senator, Generaladjutant und Generalstaatsanwalt. Sohn des Grigori Iwanowitsch Orlow
    - Alexei Fjodorowitsch Orlow (1786–1861), russischer Generalmajor und Generaladjutant des Kaisers, Präsident des Reichsrats
      - Nikolai Alexejewitsch Orlow (1820–1885), Generalleutnant, Generaladjutant des Kaisers, Botschafter in Paris

    - Michail Fjodorowitsch Orlow (1788–1842), russischer Generalmajor und Dekabrist

  - Wladimir Grigorjewitsch Orlow (1743–1831), Präsident der Russischen Akademie der Wissenschaften, er hatte dieses Amt vom 5. Oktober 1766 bis zum 5. Dezember 1774 inne. Sohn des Grigori Iwanowitsch Orlow
    - Grigori Wladimirowitsch Orlow (1777–1826), russischer Staatsmann und Gelehrter.